# Cristo Carregando a Cruz (Bosch, Viena)
Cristo com a Cruz nas Costas ou Cristo Carregando a Cruz é uma pintura do pintor flamengo Hieronymus Bosch, executada em óleo sobre painel e medindo 57 centímetros de altura por 32 cm de largura. Ela está localizada no Kunsthistorisches Museum em Viena, Áustria.

## Temática
Jesus carregando a cruz a caminho da sua crucificação é um episódio da vida de Jesus relatado nos quatro evangelhos canônicos e um tema muito comum na arte cristã, especialmente nas catorze estações da cruz, conjuntos que atualmente se encontram em praticamente todas as igrejas católicas. Porém, o tema aparece também em outros contextos, incluindo obras singulares e ciclos da Vida de Cristo ou da Paixão de Cristo. Outros nomes são Procissão ao Calvário e Caminho do Calvário, sendo que Calvário ou Gólgota se referem ao local da crucificação, fora de Jerusalém. A verdadeira rota seguida é comumente chamada de Via Dolorosa em Jerusalém, embora o caminho específico tenha variado ao longo dos séculos e continue sendo tema de debates.

## História
A pintura foi datada entre 1490-1500, mas atualmente, graças à análise dendrocronológica moderna, acredita-se que tenha sido feita por volta de 1500.
A prancha, no início, era maior, e foi encurtada em 20 centímetros na borda superior e 2,5 centímetros na borda inferior por razões desconhecidas, provavelmente relacionadas a quedas de cor. Era o compartimento esquerdo de um tríptico, ao qual também pertenciam um Calvário (painel central) e uma Deposição de Cristo ou uma Descida da Cruz ou uma Pietà (porta direita).
Há pelo menos duas outras versões com o tema da Ascensão ao Calvário, feitas por Bosch: uma do período 1515-1516 c. no Museum voor Schone Kunsten em Ghent (74x81 cm); o outro de cerca de 1498, localizado no Palácio Real (Madrid), muito maior do que os outros dois (150x94 cm). São obras em que Bosch manifesta a brutalidade da multidão.